# Ройсс, Теодор
Теодор Ройсс (нем. Theodor Reuß, 28 июня 1855 года — 28 октября 1923 года) — немецкий актёр и общественный деятель, мистик, оккультист, франкмасон, член устава Мемфис-Мицраим, а также руководитель Ордена восточных тамплиеров.

## Биография
Теодор Ройсс родился 28 июня 1855 года в Аугсбурге, Бавария, в семье хозяина гостиницы. Чрезвычайно разносторонний молодой человек, он одно время был известен как артист мюзик-холла, выступал под псевдонимом Шарль Теодор (англ. Charles Theodore) и был представлен в 1873 году Людвигу II, королю Баварии. 
Ройсс впоследствии стал газетным репортёром и стал часто бывать в Великобритании; здесь он и стал в 1876 году масоном. Ройсс был известен и как активист «Британской социальной лиги» (англ. British Social League), но был исключён из её рядов после того, как выяснилось, что он — агент германской разведки, согласно некоторыми данным, направленный в Лондон, в частности, чтобы шпионить за семьёй К. Маркса.
В 1902 году Ройс оказался в числе трёх человек, хартией Джона Яркера (англ. John Yarker) назначенных руководителями германской масонской ложи, которая вскоре превратилась в Орден Восточных Тамплиеров (O.T.O.) Ройсс, находясь в Англии, как предполагалось, служил посредником между Яркером и Карлом Кельнером, германским основателем и руководителем Ордена. В 1905 году Ройсс после смерти Карла Келлера возглавил O.T.O. и с этих пор стал известен под своим «оккультным» именем Брат Мерлин (англ. Frater Merlin).
Одним из самых тщательно охранявшихся тайн О. Т. О. была разработка идей об использовании секса для оккультных целей. В 1912 году Алистер Кроули опубликовал «Книгу Лжи», и Ройсс — на основании только одного параграфа — сделал вывод, что Кроули каким-то образом постиг тайну Ордена и вознамерился её обнародовать. Ройсс направился в Лондон, здесь понял, что произошло совпадение и тут же предложил Кроули вступить в O.T.O. в качестве лидера британского подразделения. Вскоре была организована британская ложа — Mysteria Mystica Maxima.
В 1916 году Ройсс благословил образование североамериканской ветви организации, Ancient and Mystical Order of the Rosicrucians (AMORC), которую возглавил Х. Спенсер Льюис (англ. H. Spencer Lewis). Вскоре, однако, начались судебные тяжбы между несколькими американскими группами Розенкрейцеров, и связь с O.T.O. стала тяготить последних. Они стали отрицать всякую связь с идеями Кроули о секс-магии, хоть и продолжали публиковать материалы Ройсса.
По окончании Первой мировой войны Ройсс пребывал в Швейцарии, если верить его же утверждениям, — в качестве гроссмейстера масонской ложи. Он подружился с Хайнриком Транкером (англ. Heinrich Tranker), участником Ордена розенкрейцеров, который имел связи с некоторыми германскими оккультными группами, такими как Fraternitas Saturni. Ройс покинул пост главы Ордена за год до своей смерти в 1923 году.